# 西武船橋店
西武船橋店（せいぶふなばしてん）は、かつて千葉県船橋市本町に所在した、そごう・西武運営の日本の百貨店である。

## 概要
1964年（昭和39年）に、国鉄（現・JR東日本）船橋駅と京成船橋駅の間にあった昭和産業船橋製粉工場が、駅前再開発を図るため移転が決まった。当時、船橋は東京のベッドタウンとして急速に発展しつつあり、総武線の複々線化、地下鉄東西線乗り入れも計画されていた。そのうえ大型店も全くなく、商圏としての将来性は十二分であった。
西武百貨店では早速出店に名乗りを上げ、1965年（昭和40年）11月、昭和産業の販売会社でもある湯浅商店（現・ユアサ・フナショク）の山野幸之助社長が「船橋駅前ビル」を建設し、そのうち2950坪（約9800m2）を西武百貨店が借りて船橋店を出店することになった。商調整でも比較的容易に進出が認められている。
船橋は、住民の半分以上が団地に転入してきたホワイトカラーで、新中間層といわれるクラスであった。これらの人々は転入して日も浅いうえ、東京に通勤しているため東京志向が強く、買回り品や衣料品などのデパート用品は東京で買うケースが多かった。そこで西武百貨店は、こうした客層への流出防止を図ることを目的に店舗設計を行い、「海の見える百貨店」のキャッチフレーズのもとに中級ボリュームゾーンの品揃え充実させながら、都会的センスをセールスポイントに据えた。
船橋店は、多店舗展開という経営戦略を決めたあとで最初につくられた店舗であった。開店当日に予想を超える売上を上げたばかりではなく、引き続いて毎月利益を上げた。船橋店の翌年に開業した渋谷店の業績が低迷するなかで、船橋店は収益面で大きな貢献をし、郊外店型の多店舗展開を進めるうえで重要な先兵の責務を果たした。

### 増築
1977年（昭和52年）から船橋・津田沼地区には大規模小売店の出店が相次ぎ、競合状況は全国一の激戦地というのがふさわしかった。具体的に明示すれば、1977年（昭和52年）に西友ストアー津田沼店、津田沼パルコ、東武百貨店船橋店、イトーヨーカドー津田沼店、1978年（昭和53年）に丸井津田沼店、津田沼高島屋・ダイエー津田沼店と出店した。そして、さらにそごう、ダイエーの出店が計画され、他方では津田沼から寄合百貨店のサンポーショッピングセンター、長崎屋津田沼店が撤退していた。
これら商業環境の変化を踏まえ、西武百貨店では約180億円を投下し、船橋店のリフレッシュを行い、1978年（昭和53年）11月には10階までフロアを拡張し、延床面積1万8400坪（約60900m2）、営業面積1万300坪（約34050m2）にスケールアップされた。リフレッシュの基本コンセプトは「船橋とその周辺で満たされない機能を充足させ得る<本格的な百貨店>の出店」とされ、10階にはホビー、スポーツ、ブックセンターなどのロアジール・ゾーンが配置され、池袋にあった西武美術館の姉妹館「船橋西武美術館」が開設された。こうしてリフレッシュオープンした船橋店は、販売高は当初計画を上回って伸びた。しかし、差益率など収益性の指標で見ると、実績は計画よりはるかに悪かった。船橋店にとっては、ローコスト運営が次の大きな課題となった。

### 閉店
船橋店は、1998年（平成10年）の改装で本館とロフト館の2館構成とされ、東武百貨店船橋店に次ぐ地域2番店であった。本館は京成船橋駅に直結する船橋フェイスビルと地下道で接続。最盛期の1991年度は売上高551億円に達したが、船橋駅と直結する東武百貨店船橋店や、ららぽーとTOKYO-BAY、2012年（平成24年）4月に隣駅の東武野田線新船橋駅前に開業したイオンモール船橋などと競合し、2016年度の売上高は169億円と、ピーク時の3割まで低迷し、2010年から8期連続で営業赤字となった。この結果、セブン&アイ・ホールディングスは営業の継続は難しいとして、2018年（平成30年）2月28日、船橋店はロフトと共に営業を終了した。
跡地は当初、セブン&アイ・クリエイトリンクが主体となり、市民文化センター・中央公民館を移設したうえで低層階に商業施設を備えた高層マンションを建設する構想が検討されたが、のちに撤回された。2020年（令和2年）にロフト館の敷地・建物は大和ハウス工業が取得し、跡地には2棟のオフィスビルが建設される。また本館の敷地・建物も2021年（令和3年）に大和ハウス工業が取得し、長谷工コーポレーションの施工により解体。跡地は特定街区（船橋都市計画本町1丁目特定街区）を活用して、高さ200mのタワーマンションと商業施設が建設される予定で、高さ200mのタワーマンションはアパホテル&リゾート 東京ベイ幕張（高さ180.82m）を超えて千葉県で最も高いビルとなる。